# Forest Hill (Luizjana)
Forest Hill – wieś w Stanach Zjednoczonych, w stanie Luizjana, w parafii Rapides.